# Raïon de Kovernino
Le raïon de Kovernino (Коверни́нский райо́н) est une entité administrative territoriale de Russie de type arrondissement (raïon), l'une des quarante de l'oblast de Nijni Novgorod. Ce raïon correspond d'un point de vue municipal à l 'okroug municipal de Kovernino. Son siège administratif est la commune urbaine de Kovernino.

## Géographie

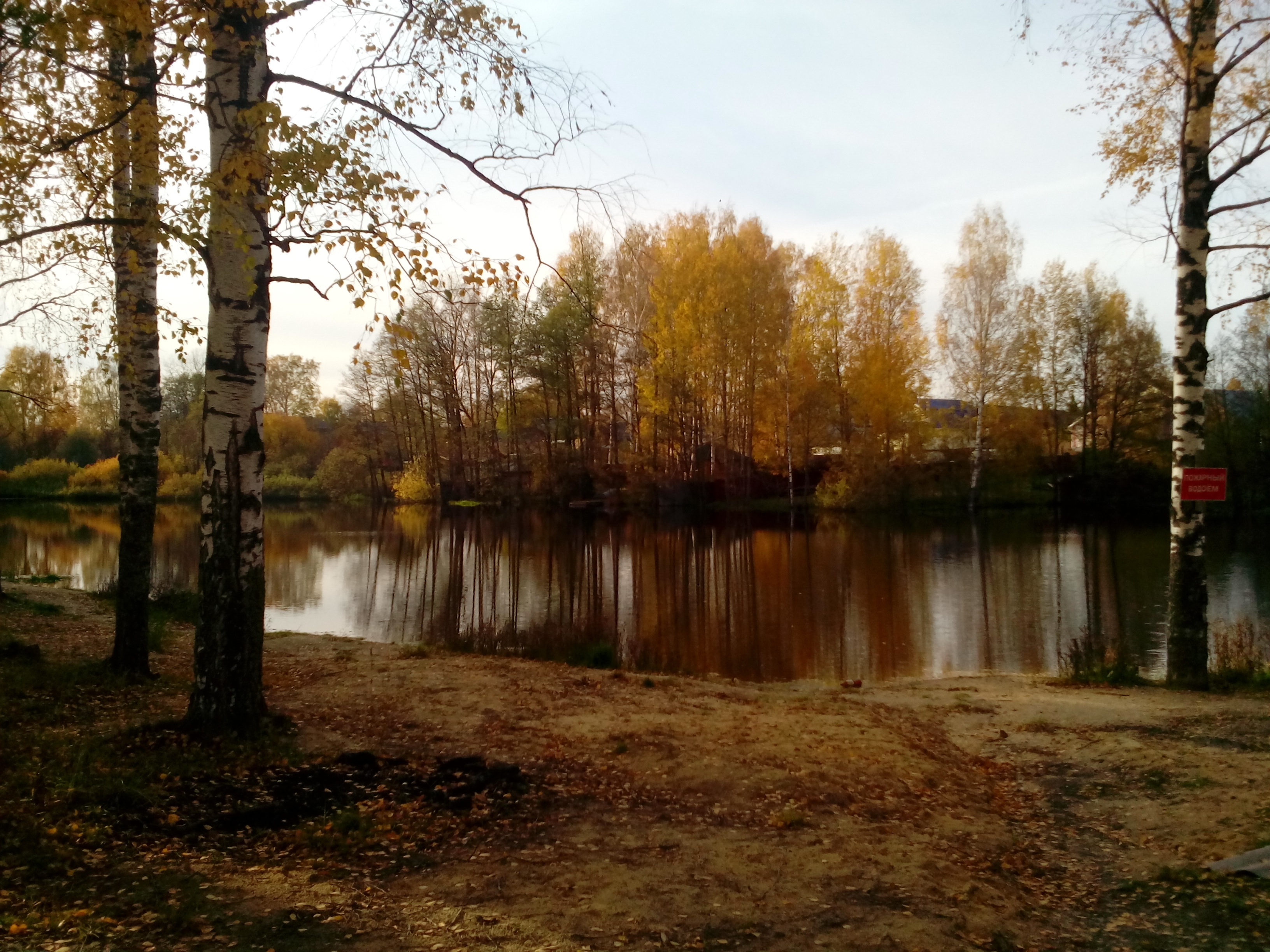
Lac de Gavrilovka.

Le raïon de Kovernino se trouve au nord-ouest de l'oblast de Nijni Novgorod et s'étend sur 2 339,78 km2. Nijni Novgorod se trouve à 128 km. Il confine à l'est au raïon de Varnavino et à l'okroug urbain de Semionov, au sud à l'okroug urbain de Bor, à l'ouest au raïon de Gorodets et à l'okroug urbain de Sokolskoïe, au nord à l'oblast de Kostroma.

## Subdivisions
Outre l'okroug urbain de Kovernino (6 970 habitants en 2020), le raïon est divisé en cinq conseils ruraux:
- Conseil rural de Bolchie Mosty (siège Bolchie Mosty) 54 localités (2 864 habitants)
- Conseil rural de Gavrilovka (siège Gavrilovka) 30 localités (1 956 habitants)
- Conseil rural de Gorevo (siège Gorevo) 33 localités (1 811 habitants)
- Conseil rural de Khokhloma (siège Khokhloma) 36 localités (1 820 habitants)
- Conseil rural de Soukhonoska (siège Soukhonoska) 30 localités (2 755 habitants)

NB: chiffres du recensement de 2020.

## Population
- 1979: 24 897 habitants
- 1989: 24 063 habitants
- 2002: 21 404 habitants
- 2010: 19 951 habitants (dont 34,5% habitent à Kovernino)[3]
- 2016: 18 700 habitants
- 2021: 17 513 habitants

## Histoire
L'histoire de l'arrondissement actuel de Kovernino s'est formée sur les rives de la rivière Ouzola. La colonisation et le développement des rives du fleuve étaient dus à la population fugitive d'autres terres. Le type prédominant d'établissements est constitué de petits hameaux avec un à trois ménages. Les principales occupations de ces anciens colons étaient l'exploitation forestière et le transport de marchandises par radeaux, la chasse, l'apiculture. Parallèlement à cela, la population était engagée dans l'agriculture grâce au défrichement et au brûlage des forêts pour les terres arables. Mais les terres s'épuisèrent rapidement, les agriculteurs durent à nouveau défricher de nouvelles zones de la forêt. Cela a conduit à de petites superficie de terres arables et au développement de l'artisanat rural. Après des invasions répétées des Tatars-Mongols et des Nogaïs, la région devint déserte et de nouvelles colonies russes appraissent au début du XVIe siècle. En 1712, par décret de Pierre le Grand, la nouvelle colonie de Rybnov (maintenant l'une des rues de la commune urbaine de Kovernino), ainsi qu'un certain nombre de volosts de l'actuel raïon de Iourievets, sont confiées au conseiller privé, le prince Yakov Fiodorovitch Dolgoroukov. Sur ses instructions, une administration de boyards est mise en place auprès du village de Kovernino pour superviser et percevoir les impôts des habitants de Rybnov. Au même moment, l'église Saint-Élie et des moulins sont construits. En 1720, le prince Dolgoroukov meurt et la volost retourne à la couronne. Dans les années 1770, la volost de Rybnov de l'ouïezd de Iourievets du gouvernement de Nijni Novgorod est transférée à l'ouïezd de Makarievo de la province de Kostroma. Grâce à leur ingéniosité naturelle et à leur vie respectable, les vieux croyants de Kovernino, paysans commerçants, ont réussi à élever le siège de cette volost au niveau de l'un des plus grands villages commerçants de l'ouïezd de Makarievo. L'artisanat se développe également : cordonnerie, forge, menuiserie, fabrication et peinture de cuillères et plats en bois, fabrication d'empiècements, tissage de toiles et de tapis.
De 1918 à 1922, Kovernino est répertorié comme chef-lieu d'ouïezd faisant partie du gouvernement de Kostroma. En 1918, une centrale électrique est lancée à Kovernino. À la fin de 1922, l'ouïezd de Kovernino est aboli et Kovernino cesse d'être une ville. D'octobre 1922 à 1929, la volost de Kovernino fait partie du district de Semionov.
L'arrondissement est formé en 1929.